# Darband (Teheran)

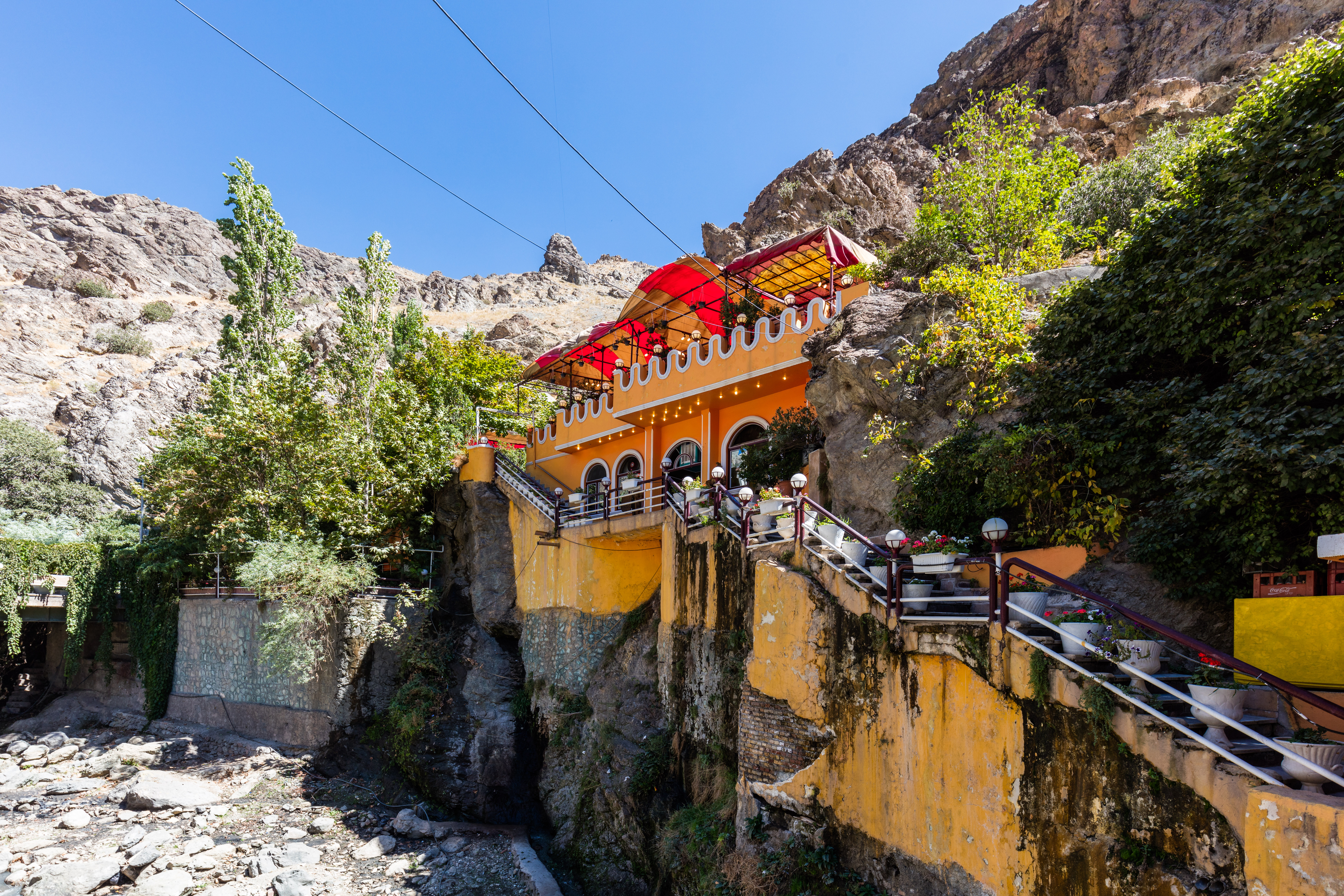
Café in Darband

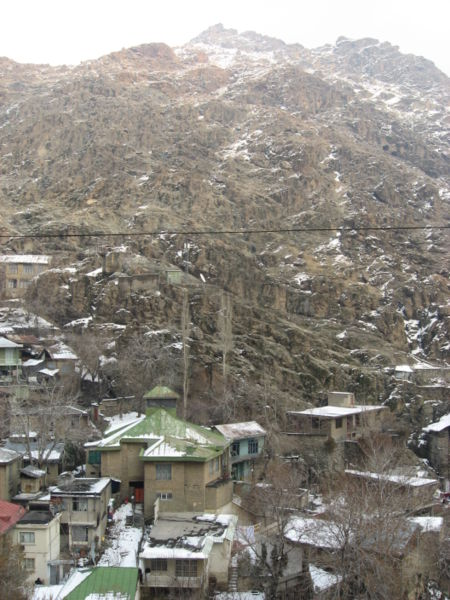
Darband im Winter

Darband (persisch دربند) ist ein Stadtteil im Norden von Teheran.
Das ehemalige Dorf befindet sich in einer Höhe von 1700 m in der Nähe des Palastes von Sa'dabad und bildet den Anfangspunkt eines beliebten Kletter- und Wanderweges, der zum Totschāl führt. Am Weg befinden sich ein Wildbach sowie eine Reihe von gut besuchten Cafés, Restaurants und Teehäusern (Tschā'ī-khāneh oder auch Ghahveh-khāneh-ye Sonnati). Eine 12 km lange Gondelbahn steht ebenfalls zur Verfügung.
Im Zahir o Dowleh-Friedhof des Stadtteils liegen berühmte iranische Künstler wie Iradsch Mirzā, Mohammad-Taqi Bahār, Forugh Farrochzād, Abolhassan Sabā, Ruhollāh Khāleghi, Rahi Mo'ayyeri und Darvish-Khān.
Das Klima ist in dieser Höhe angenehm, allerdings mit heftigen Schneefällen im Winter.